# Roberto Bergamaschi

Bischofswappen von Roberto Bergamaschi

Roberto Bergamaschi SDB (* 17. Dezember 1954 in San Donato Milanese, Italien) ist ein italienischer römisch-katholischer Ordensgeistlicher und Apostolischer Vikar von Gambella.

## Leben
Roberto Bergamaschi trat der Ordensgemeinschaft der Salesianer Don Boscos bei und legte am 8. September 1975 die zeitliche Profess ab. Am 13. September 1981 legte er die ewige Profess ab. Bergamaschi empfing am 2. Oktober 1982 durch den Apostolischen Vikar von Awassa, Armido Gasparini MCCJ, das Sakrament der Priesterweihe.
Am 29. Juni 2016 ernannte ihn Papst Franziskus zum Titularbischof von Ambia und bestellte ihn zum Apostolischen Vikar von Awassa. Der Erzbischof von Addis Abeba, Berhaneyesus Demerew Kardinal Souraphiel CM, spendete ihm am 8. Oktober desselben Jahres die Bischofsweihe. Mitkonsekratoren waren der Bischof von Adigrat, Tesfay Medhin, und der emeritierte Apostolische Vikar von Awassa, Lorenzo Ceresoli MCCJ.
Am 29. September 2020 ernannte ihn Papst Franziskus zum Apostolischen Vikar von Gambella. Die Amtseinführung fand am 31. Oktober desselben Jahres statt.